# The Chain Reaction
The Chain Reaction is een Australische film uit 1980 geregisseerd door Ian Barry. De hoofdrollen worden vertolkt door Steve Bisley en Arna-Maria Winchester.

## Verhaal
Een aardbeving in Australië veroorzaakt een lek in een nucleaire opslagplaats. De ingenieur Heinrich raakt gewond door de aardbeving maar ontdekt dat het grondwater vergiftigd zal worden en wil de bevolking waarschuwen. Zijn baas wil vooral zijn imago beschermen en wil dat de feiten onbekend blijven. Heinrich kan uit de fabriek ontsnappen, maar vanwege zijn verwondingen komt hij niet ver. In het woud ontmoet hij Larry en zijn vrouw Carmel. Samen met hen probeert hij de situatie te redden, ook al lijdt hij ook aan geheugenverlies.

## Rolverdeling
| Acteur                | Personage         |
| --------------------- | ----------------- |
| Steve Bisley          | Larry             |
| Arna-Maria Winchester | Carmel            |
| Ross Thompson         | Heinrich          |
| Ralph Cotterill       | Gray              |
| Hugh Keays-Byrne      | Eagle             |
| Lorna Lesley          | Gloria            |
| Richard Moir          | Jr. Const. Pigott |
| Patrick Ward          | Oates             |
| Laurie Moran          | Sgt. McSweeney    |
| Michael Long          | Dokter            |

## Prijzen en nominaties
- 1980 - AFI AWard
  - Genomineerd: Beste vrouwelijke bijrol (Lorna Lesley)
  - Genomineerd: Beste cinematograaf (Russell Boyd)
  - Genomineerd: Beste montage (Tim Wellburn)
  - Genomineerd: Beste geluid
  - Genomineerd: Beste kostuums
  - Genomineerd: Beste productie
- 1983 - Saturn Award
  - Genomineerd: Beste internationale film

## Trivia
- Mel Gibson speelt in de film een kleine rol als bebaarde mecanicien.